# Jan Kašpar (básník)
Jan Kašpar, vlastním jménem Jan Havel (9. května 1950 Praha – 15. února 2022 Žirovnice), byl český básník a pedagog. Ve své tvorbě se zaměřoval na dospívající mládež.

## Život
Jan Kašpar se narodil 9. května 1950 v Praze. Více než třicet let pracoval jako novinář (například v týdeníku Mladý svět, v literární příloze Práva Salon a před Sametovou revolucí i po ní v časopise Tvorba). Především v 80. a 90. letech dvacátého století se věnoval tvorbě poezie. Významný je jeho přínos do poezie pro děti a mládež, protože právě v ní se zaměřil na čtenáře tzv. apoetického věku. Směřování poezie k pubescentnímu čtenáři bylo v 80. letech poměrně novátorské. Jan Kašpar se dokázal vžít do mentality a cítění mládeže a nastavil mladým čtenářům nezaujaté a zároveň chápavé zrcadlo.
V letech 2005 až 2008 autorsky spolupracoval s hradeckým divadlem Drak (např. Alenka zamilovaná, Carmen 20:07, Sedmá vlna). V té době napsal několik písňových textů pro Luboše Pospíšila, Bohumila Zatloukala a Jiřího Šlupku Svěráka. Od roku 1996 byl stálým spolupracovníkem Českého rozhlasu 3 - Vltava, pro který připravoval pořad Osudy. Od roku 2002 byl kmenovým redaktorem nakladatelství Krásná paní a šéfredaktorem jeho knižní produkce. Od roku 2004 působil na Fakultě humanitních studií Univerzity Karlovy v Praze jako učitel (lektor) a jako výkonný redaktor časopisu Lidé města (Urban People).
Zemřel náhle dne 15. února 2022 v Žirovnici na Vysočině.

## Dílo
- Nikaragujský deník (1983) – politický cestopis
- Nikaragua, má láska! (1986) – kniha reportáží
- Tulikráska (1987), básnická sbírka, ve které autor důvěrně oslovuje dospívající čtenářky. Jedná se o autentickou stylizaci třináctileté dívky, zachycuje její sebevědomí i komplexy, citlivost i cynismus, pubertální rozervanost i kontrasty dětského a dospělého myšlení. Sbírka je svědectvím o naléhavé potřebě citu, něhy, porozumění a rodinné harmonie; ale také kritikou konvenčního a pokryteckého světa dospělých (např. v básních Trapný otec, Hořký útok proti dospělým). Kašparův verš je věcný, depoetizovaný, zbavený interpunkce, což přispívá k závažnosti sdělení.[5] Sbírka vychází z jazyka i myšlení tehdejších teenagerů, vykazuje značnou psychologickou hodnověrnost, autor se vyvaroval didaktičnosti a moralitám[6]
- Jedna báseň! (1988), básnická sbírka pro dospělé, obsahuje satirické epigramy, parodické popěvky, aforismy. Autor zde zobrazuje tragikomiku deformovaného světa, niterné analýzy vztahu k ženě, dítěti, úvahy o poezii i o světové revoluci (ilustrace Stanislav Judl)
- Spolu s R. Lukešem: Safari: Dobrodružství pro chytré děti (1993) – veršovaný obrázkový příběh
- Spolu s Věrou Martinovou: Až na dno. A zase zpátky: a zpěvník s 22 písněmi navíc (1996) – životopisná zpověď zpěvačky V.M.
- Tlučhořovic rodinka: jen pro otrlé! (2008) – humoristický román; Jan Kašpar zde úspěšně převedl specifický rozhlasový žánr do knižní románové podoby, přitom se mu podařilo zachovat vtipnost i působivost jednotlivých příběhů, postav i situací

### Překlady
- Jean de La Fontaine: Bajky (1994, 2018)
- Zem je obežnica Mesiaca: obsáhlá antologie nikaragujské poezie 20. století (1988)